# 春日市立天神山小学校
春日市立天神山小学校（かすがしりつ てんじんやましょうがっこう）は、福岡県春日市天神山にある公立小学校。

## 沿革
- 1981年（昭和56年） - 春日市立春日西小学校と春日市立春日南小学校より分離開校
- 1983年 - 1985年（昭和58年 - 昭和60年） - 文部省（当時）体力つくり推進指定校
- 1985年（昭和60年） - 全日本健康優良学校福岡県代表（保健の部）
- 1996年（平成8年） - 福岡県健康優良校「優秀校：保健の部及び安全の部」受賞
- 1999年（平成11年） - 永年保健体育指導研究校受賞
- 2004年、2005年（平成16年、平成17年） - 文部科学省委嘱事業子ども体力向上推進事業
- 2011年  (平成23年)  -設立30周年

## おもな活動

### はだし教育
開校時よりはだし教育を行なっている。原則として校内は裸足だったが最近は上靴である。
同校が2002年度に行った調査によると、土踏まずの形成に効果が現れている。

### わんぱくウォーク
始業前に行なう体の鍛錬としての運動。全員裸足、そして10分間運動場を歩く。冬でも裸足、薄着の児童が多い。全ての教師も一緒に裸足で歩く。生徒にとっては、スパルタである。わんぱくウォークの後に握力と柔軟性を鍛えることもしている。元天神山小学校生も歩きに来ている。ただ冬の持久走大会の時期になると、わんぱくウォークではなく、縄跳びの運動とジョギングの運動が行われる。また、このわんぱくウォークをする時間を健康タイムと呼んでいる。

### 4A運動
挨拶  ありがとう  安全  後始末の頭文字を取った名前である。前の校長までは3A運動だったが、前の校長が後始末をいれたため4A運動となった。

## 交通
- JR博多南線・博多南駅下車、徒歩約18分
- 西鉄バス池の下バス停下車、徒歩約5分

## 周辺
- 春日市立白水小学校
- 白水大池公園